# Limfjordsfest
Limfjordsfest er en årligt tilbagevendende endages-musikfestival, der afholdes i Vester Hassing, lidt nordøst fra Aalborg. Festivalen er blevet afholdt siden 1999, i det den i begyndelsen gik under navnet Landsbyrock. I 2007 fik festivalen det nuværende navn.
Gennem årene har der på festivalen optrådt en lang række, primært danske kunstnere. Blandt de mere prominente navne kan nævnes:
- Big Fat Snake
- Burhan G
- Anne Linnet Band
- Joey Moe
- Zididada
- Johnny Deluxe
- Dodo and the Dodos
- Queen Machine
- Bryan Adams Tribute
- Back in Black

## Eksternt link
- http://www.limfjordsfest.dk/

|  | Denne artikel kan blive bedre, hvis der indsættes geografiske koordinater Denne artikel omhandler et emne, som har en geografisk lokation. Du kan hjælpe ved at indsætte koordinater i wikidata. |